# José Antonio Pontón Ruiz
José Antonio Pontón Ruiz (Somo, Ribamontán al Mar, 22 de febrer de 1943) va ser un ciclista espanyol, que competí profesionalment entre 1967 i 1975. Del seu palmarès destaca les victòries a la Volta a Mallorca de 1970 i a la Volta a La Rioja de 1972.

## Palmarès
- 1967
  - Vencedor d'una etapa al Gran Premi Muñecas de Famosa
- 1969
  - 1r a la Volta a Toledo
- 1970
  - 1r a la Volta a Mallorca i vencedor d'una etapa
- 1971
  - Vencedor d'una etapa a la Volta a La Rioja
- 1972
  - 1r a la Volta a La Rioja
- 1974
  - Vencedor d'una etapa a la Volta a La Rioja

### Resultats a la Volta a Espanya
- 1967. 12è de la classificació general
- 1970. 27è de la classificació general
- 1974. 21è de la classificació general
- 1975. 30è de la classificació general

### Resultats al Tour de França
- 1974. Abandona

### Resultats al Giro d'Itàlia
- 1970. 39è de la classificació general